# 17 cm Kanone 18
El 17 cm Kanone 18 in Mörserlafette, (en inglés: 17 cm K 18 Cannon on Mortar Carriage) "Cañón K 18 de 17 cm en cureña de artillería"), fue un cañón pesado alemán utilizado durante la Segunda Guerra Mundial.

## Historia
En 1939 el 21 cm Mörser 18 inició su aparición en el inventario de los regimientos de artillería del Ejército alemán, reemplazando al 21 cm Mörser 16 el cual sirvió en la Primera Guerra Mundial. El 21 cm Mörser 18 era capaz de disparar un proyectil de alto poder explosivo de 113 kg a una distancia de 14,5 km;  para 1941 el ejército solicitó un cañón con un mayor alcance, a lo cual Krupp respondió con la producción de un cañón de 173 mm, de menor calibre pero mayor velocidad de salida montado en la misma cureña (afuste), naciendo así el 17 cm Kanone 18.
El 17 cm Kanone 18 in Mörserlafette (17 cm K 18 in MrsLaf) asombró a los oficiales de artillería alemanes por su capacidad de disparar un proyectil de alto poder explosivo de 68 kg a una distancia de 29,6 km con un devastador poder de fuego muy semejante al del proyectil de 113 kg del 21 cm Mörser 18. Su producción comenzó en 1941 y en 1942 la producción del Mörser 18 fue detenida por casi dos años para enfocarse completamente en la producción del Kanone 18.

## Diseño
Una notable innovación introducida por Krupp en el 21 cm Mörser 18 y utilizada también en el Kanone 18 fue el afuste de doble retroceso, donde el retroceso normal del disparo era inicialmente absorbido por mecanismos de retroceso convencionales ubicados en la base del barril del cañón, y posteriormente absorbido por el deslizamiento del afuste sobre rieles localizados en el carro de rodaje. Este mecanismo de doble absorción del retroceso absorbía virtualmente toda la energía del retroceso, haciendo de este cañón un arma bastante precisa. A pesar de su gran tamaño, un solo artillero podía girar por sí solo el arma en 360 grados. 
Para ser transportados, tanto el 21 cm Mörser 18 y el 17 cm Kanone 18 debían ser separados en dos partes, lo cual era una práctica común para la artillería pesada de la época, transportando la caña del cañón por separado de su afuste. El carro de rodaje estaba equipado con una serie de rampas y poleas lo cual aliviaba bastante la tarea del desmontaje del cañón, haciendo de esta una labor más rápida que en otras piezas de artillería pesada contemporáneas, pero aun así requiriendo de varias horas. Para transporte de distancias cortas el 17 cm Kanone 18 podía ser transportando intacto en una sola pieza.
El 17 cm Kanone 18 fue considerado técnicamente una excelente pieza de artillería de largo alcance para la Wehrmacht, aunque su mayor debilidad era su alto costo de producción, y que requería de una meticulosa mantención. Era bastante lento de montar/desmontar, maniobrar y de transportar fuera del camino: varios se perdieron cuando su tripulación los abandonaba para evitar ser capturados por las fuerzas aliadas en avance.

## Uso
El 17 cm Kanone 18 fue empleado a nivel de Cuerpos para proveer fuego contra-batería de largo alcance, además de cumplir el mismo rol básico del 21 cm Mörser 18.
En 1944 algunas baterías aliadas emplearon 17 cm Kanone 18 capturados al agotar la munición de sus propios cañones debido a la larga cadena logística proveniente desde Normandía hasta la frontera alemana.
También se propuso montarlo en los chasis de los tanques superpesados Panzer VIII Maus y E-100 para crear los cañones de asalto superpesados Sturmgeschütz Maus y Sturmgeschütz E-100. Ninguna de estas propuestas fue concretada.
|                                    |
| Un 17 cm K 18 en combate en Túnez. |

|                                          |
| Un 17 cm K 18 abriendo fuego en Francia. |

|                                                     |
| 17 cm K 18 en exhibición en Aberdeen Proving Ground |